# Vulcão Tenorio
O Vulcão Tenorio (em castelhano:  Volcán Tenorio) é um estratovulcão andesítico inactivo no noroeste da Costa Rica. É a principal característica geográfica do Parque Nacional do Vulcão Tenorio.

## Aspectos físicos
É composto por quatro picos vulcânicos e duas crateras gémeas, uma das crateras às vezes chamada de Vulcão Montezuma.